# Nikanor (Anfilatov)
Nikanor (světským jménem: Nikolaj Nikolajevič Anfilatov; * 23. února 1970 Belovo) je ruský duchovní Ruské pravoslavné církve a arcibiskup južno-sachalinský a kurilský.

## Život
Narodil se 23. února 1970 v Belovu.
Roku 1987 dokončil střední školu č. 23 v Belovu. Poté nastoupil na Novosibirský zemědělský institut.
Roku 1992 odešel do Iževsku. Dne 7. dubna 1992 jej biskup iževský a udmurtský Palladij (Šiman) rukopoložil na diákona a 22. června 1993 se stal diakonem v chrámu svatého Jiří v Glazově.
Dne 5. prosince 1993 byl arcibiskupem iževským a udmurtským Nikolajem (Škrumkem) postřižen na monacha a přijal mnišské jméno Nikanor na počest svatého apoštola ze sedmdesáti Nikanora.
Dne 7. prosince 1993 byl arcibiskupem Nikolajem rukopoložen na jeromonacha.
Dne 5. ledna 1994 se stal duchovním chrámu svatého Alexandra Něvského v Iževsku a 15. září představeným chrámu svatých apoštolů Petra a Pavla ve vesnici Tylovyl-Pelga. Dne 26. října 1994 byl jmenován představeným chrámu svatých Konstantina a Heleny ve vesnici Selty.
Dne 15. června 1995 byl přijat do kléru južno-sachalinské eparchie a stal se druhým duchovním katedrálního chrámu Vzkříšení Krista v Južno-Sachalinsku.
Dne 16. srpna 1996 byl ustanoven představeným chrámu svatého Pantelejmona v sídle Siněgorje se zachováním předchozí funkce. Následně byl jmenován představeným chrámu svatého Innokentije v Južno-Sachalinsku. Dne 11. srpna 1997 se stal představeným katedrálního chrámu.
Dne 19. března 2001 byl přijat do kléru krasnojarské eparchie, kde byl 27. března jmenován představeným chrámu svatého Eudokie ve vesnici Sizaja.
V letech 2003–2008 studoval dálkově na Moskevském duchovním semináři a poté na Kyjevské duchovní akademii.
Dne 6. října 2008 jej Svatý synod jmenoval představeným monastýru Proměnění Páně v Jenisejsku.
Na Velikonoce roku 2009 byl povýšen na igumena.
Dne 30. června 2010 se stal představeným katedrálního chrámu Zesnutí přesvaté Bohorodice a blagočinným Jenisejského blahočiní.
Dne 30. května 2014 jej Svatý synod zvolil biskupem jenisejským a lesosibirským.
Dne 5. června 2014 byl povýšen na archimandritu.
Dne 7. června 2014 byl oficiálně jmenován biskupem a 22. června proběhla v chrámu svaté Sofie a Zesnutí přesvaté Bohorodice Tobolského kremlu jeho biskupská chirotonie. Světiteli byli patriarcha moskevský Kirill, metropolita petrohradský a ladožský Varsonofij (Sudakov), metropolita omský a tavričeský Vladimir (Ikim), metropolita tobolský a ťumenský Dimitrij (Kapalin), metropolita krasnojarský a ačinský Panteleimon (Kutovoj), metropolita čeljabinský a zlatoustovský Nikodim (Čibisov), biskup Jevtichij (Kuročkin), biskup jelecký a lebeďanský Maxim (Dmitrijev), biskup solněčnogorský Sergij (Čašin), biskup salechardský a novo-urengojský Nikolaj (Čašin), biskup chanty-mansijský a surgutský Pavel (Fokin), biskup kanský a bogučanský Filaret (Gusev), biskup kostomukšský a kemský Ignatij (Tarasov), biskup mičurinský a moršanský Germogen (Seryj) a biskup išimský a aromaševský Tichon (Bobov).
Dne 13. července 2015 byl potvrzen ve funkci představeného monastýru Proměnění Páně v Jenisejsku.
Od roku 2015 je členem Imperiální pravoslavné palestinské společnosti.
Dne 28. prosince 2018 byl ustanoven biskupem minusinským a kuraginským.
Dne 13. dubna 2021 byl jmenován biskupem južno-sachalinským a kurilským.
Dne 23. dubna 2021 byl povýšen na arcibiskupa.
Dne 17. června 2021 byl potvrzen ve funkci archimandrity Pokrovského monastýru v Korsakově.